# Catedral de San Jorge (Windhoek)
La Catedral de San Jorge (en inglés: St George's Cathedral) es un edificio religioso en la ciudad de Windhoek, la capital del país africano de Namibia. La estructura funciona como catedral de la Diócesis anglicana de Windhoek y constituye la principal Iglesia Anglicana de Namibia en el sur de África. La catedral que no posee una torre, fue construida en 1924 y tiene capacidad para 120 fieles. A Mediados de 2015, se anunció un proyecto para la expansión de la iglesia a unos 500 asientos.